# Красный Маяк (Улуковский сельсовет)
Красный Маяк, Чирвоный Маяк (бел. Кра́сны Мая́к, Чырво́ны Мая́к) — упразднённый посёлок в Гомельском районе Гомельской области Республики Беларусь. В составе Улуковского сельсовета.

## География
В 2 км на восток от Гомеля. Ближайшие населённые пункты Будатин, Гомель, Ильич, Романовичи и др.
Рядом пролегает дорога Н-4102.

## История
Основан в начале XX века переселенцами из соседних деревень. Наиболее активно застраивался в 1920-е годы.
В составе племенного завода «Берёзки» с центром в деревне Берёзки.
10 марта 2010 года посёлок Красный Маяк включён в городскую черту Гомеля (Новобелицкий район), передан в административное подчинение гомельских городских Совета депутатов и исполнительного комитета.

## Население

### Численность
- 2009 год — 131 жителей

### Динамика
- 1999 год — 128 жителей (перепись населения)
- 2004 год — 134 жителей, 53 дворов
- 2009 год — 131 жителей (перепись населения)

## Инфраструктура
- Фельдшерско-акушерский пункт, детский сад.